# X.509
X.509 is een standaard die het formaat van publieke digitale certificaten bepaalt. X.509 is ontwikkeld in 1988 door de ITU-T (toen nog CCITT genaamd) in samenwerking met ISO.
X.509-certificaten worden toegepast in veel internetprotocollen, zoals TLS/SSL (de basis voor HTTPS), maar ook in software met een elektronische handtekening.
De opbouw van de X.509-standaard specificeert de volgende gegevenstypen: Public Key-certificaat, Attribuutcertificaat, Certificate revocation list (CRL) en Attribute Certificate Revocation List (ACRL). Bij elektronische communicatie over het internet worden X.509-certificaten gebruikt in de TLS-versies van verschillende transmissieprotocollen, zoals bijvoorbeeld bij het oproepen van webpagina's met HTTPS of voor het ondertekenen en versleutelen van e-mails volgens de S/MIME-standaard.